# Lukeniana
Lukeniana is een geslacht van vlinders in de familie Metarbelidae. De wetenschappelijke naam van dit geslacht werd voor het eerst voorgesteld door Ingo Lehmann, Reza Zahiri en Martin Husemann in een publicatie uit 2023.
De soorten van dit geslacht komen voor in tropisch Afrika.

## Soorten
- Lukeniana andreashempi Lehmann, Zahiri & Husemann, 2023
- Lukeniana bergsteni Lehmann, Zahiri & Husemann, 2023
- Lukeniana butleri Lehmann, Zahiri & Husemann, 2023
- Lukeniana carolae Lehmann, Zahiri & Husemann, 2023
- Lukeniana chapmani Lehmann, Zahiri & Husemann, 2023
- Lukeniana enaiposha Lehmann, Zahiri & Husemann, 2023
- Lukeniana friederikebauerae Lehmann, Zahiri & Husemann, 2023
- Lukeniana georgeadamsoni Lehmann, Zahiri & Husemann, 2023
- Lukeniana hausmanni Lehmann, Zahiri & Husemann, 2023
- Lukeniana jankiellandi Lehmann, Zahiri & Husemann, 2023
- Lukeniana kakamegaensis Lehmann, Zahiri & Husemann, 2023
- Lukeniana kammeri Lehmann, Zahiri & Husemann, 2023
- Lukeniana kollhorsti Lehmann, Zahiri & Husemann, 2023
- Lukeniana lenzi Lehmann, Zahiri & Husemann, 2023
- Lukeniana lutztoepferi Lehmann, Zahiri & Husemann, 2023
- Lukeniana madrandelei Lehmann, Zahiri & Husemann, 2023
- Lukeniana mbalaensis Lehmann, Zahiri & Husemann, 2023
- Lukeniana michaelgrzimeki Lehmann, Zahiri & Husemann, 2023
- Lukeniana mikerobertsi Lehmann, Zahiri & Husemann, 2023
- Lukeniana mzuzuensis Lehmann, Zahiri & Husemann, 2023
- Lukeniana obliqualinea (Bethune-Baker, 1909)
- Lukeniana rajaeii Lehmann, Zahiri & Husemann, 2023
- Lukeniana raymondrevellii Lehmann, Zahiri & Husemann, 2023
- Lukeniana robplowesi Lehmann, Zahiri & Husemann, 2023
- Lukeniana stevecollinsi Lehmann, Zahiri & Husemann, 2023
- Lukeniana stueningi Lehmann, Zahiri & Husemann, 2023
- Lukeniana timdavenporti Lehmann, Zahiri & Husemann, 2023
- Lukeniana tubiraensis Lehmann, Zahiri & Husemann, 2023
- Lukeniana utaheidenreichae Lehmann, Zahiri & Husemann, 2023